# Jeu coopératif (théorie des jeux)
Pour les articles homonymes, voir Jeu coopératif.
 (novembre 2011).
En théorie des jeux, un jeu coopératif est un jeu tel que les joueurs ont la possibilité de se concerter et de s'engager à coopérer avant de définir la stratégie à adopter. À deux joueurs et deux stratégies avec une matrice des gains de la
forme :
|                       | Joueur 1, stratégie 1       | Joueur 1, stratégie 2       |
| Joueur 2, strategie 1 | {\displaystyle A_{1},A_{2}} | {\displaystyle B_{1},B_{2}} |
| Joueur 2, strategie 2 | {\displaystyle C_{1},C_{2}} | {\displaystyle D_{1},D_{2}} |

où {\displaystyle A_{1}>C_{1}}, {\displaystyle D_{1}>B_{1}}, {\displaystyle A_{2}>B_{2}} et {\displaystyle D_{2}>C_{2}}. Des joueurs rationnels vont coopérer
sur l'une ou l'autre des stratégies et recevoir les gains élevés. Pour ce
faire, ils doivent pouvoir se coordonner sur l'une ou l'autre des
stratégies, sous peine de se retrouver dans une situation défavorable.

## Exemples
Soit un nouveau produit pour lequel deux technologies incompatibles sont
disponibles, et deux entreprises envisagent de produire ce produit. On peut
par exemple penser au choix entre les standards VHS et Betamax pour
les cassettes vidéo. Si les deux entreprises se mettent d'accord sur une
technologie, elles peuvent obtenir des ventes importantes. En cas de
désaccord, la nécessité pour le consommateur de s'équiper dans chacune des
deux technologies (avoir deux magnétoscopes) limite la taille du marché et
entraîne des ventes nettement plus faibles. Chacune des deux technologies
est ainsi un équilibre de Nash du jeu, mais celui-ci ne spécifie pas
comment se coordonner sur cet équilibre.
Un autre exemple extrême de jeu de coordination est celui du côté de
conduite. On peut le formaliser selon la matrice suivante : conduire du
même côté que les autres permet de se déplacer en relative sécurité (gain
de 100), alors que conduire de l'autre côté rend un accident très probable
(gain 0) :
Dans ce cas, les deux équilibres de Nash en stratégies pures sont :
- Les deux conduisent à gauche
- Les deux conduisent à droite.

En stratégies mixtes, il existe un troisième équilibre
de Nash où chacune des deux stratégies est équiprobable. il signifie que si
chacun choisit son côté de conduite ou sa technologie au hasard, vous ne
pouvez pas faire mieux que choisir aussi au hasard.

## Coordination et sélection des équilibres
Les jeux ci-dessus illustrent la nécessité d'un mode de coordination pour
que les joueurs puissent adopter la même stratégie, même en l'absence de
communication entre eux. Le folk theorem suggère que dans les cas
de jeux répétés infinis, tout équilibre peut être sélectionné. De ce fait, des
critères externes au jeu vont guider la sélection. Ainsi, après un certain
nombre de tours, un équilibre particulier peut se révéler porteur de gains
plus élevés que l'autre, sembler plus naturel, plus juste ou moins
dangereux. Ces critères peuvent d'ailleurs entrer en conflit, comme dans
les jeux de la chasse au cerf ou la guerre des sexes.

## Fonction caractéristique
La fonction caractéristique v(C) est la fonction qui donne la valeur maximum de la coalition C. Cette expression est appelée la fonction caractéristique du jeu.
Par exemple, si la coalition comprenant les joueurs 1 et 2 obtient un profit de 600, on écrit v(1,2) = 600.
On peut décrire un jeu en indiquant les valeurs de la fonction caractéristique pour toutes les coalitions possibles, y compris celles ne comprenant qu'un seul joueur. On parle souvent du jeu v au lieu de dire un jeu ayant la fonction caractéristique v.
Dans un jeu à n personnes, il y a {\displaystyle 2^{n}-1} coalitions non vides et autant de valeurs de la fonction caractéristique. Par définition, la valeur de la fonction caractéristique d'une coalition vide est égale à zéro.
Si des coalitions disjointes (C et Z) sont réunies en une grande coalition, on peut admettre que la valeur de la fonction caractéristique de cette grande coalition soit au moins égale à la somme des valeurs des deux coalitions:
{\displaystyle v(C\cup Z)\geq v(C)+v(Z)\qquad (C\cap Z=\emptyset )}
(propriété de superadditivité)
Soit N={1,2,…,n} l’ensemble des joueurs et {\displaystyle x_{i}} la somme ou l’utilité que le joueur i reçoit. Une imputation est un vecteur {\displaystyle x=(x_{1},x_{2},\ldots ,x_{n})} qui indique ce que chaque joueur obtient dans le jeu. Prenons maintenant deux imputations possibles x et y de la coalition S. On dit que y est dominée par x si :
{\displaystyle (1)\quad x_{i}>y_{i}\quad \forall i\in S\quad (2)\quad \sum _{i\in S}x_{i}\leq v(S)}
L’ensemble des imputations qui ne sont pas dominées est appelé le noyau ou le cœur d’un jeu coopératif. Une imputation appartenant au noyau ne peut être bloquée par aucune autre imputation.
Par exemple, le jeu avec les fonctions caractéristiques suivantes :
{\displaystyle v(1,2,3)=120\ ;\ v(1,2)=0\ ;\ v(1,3)=v(2,3)=120\ ;\ v(1)=v(2)=v(3)=0}
a un noyau correspondant au point (0,0,120). Il suffit de modifier une fonction caractéristique (par exemple, v(1,2)=120) pour obtenir un noyau vide.
Plusieurs autres solutions d’un jeu coopératif ont été proposées, entre autres la valeur de Shapley qui est une imputation unique.